# Troy (Caroline du Nord)
Pour les articles homonymes, voir Troy (homonymie).
La ville de Troy est le siège du comté de Montgomery, situé en Caroline du Nord, aux États-Unis.

## Démographie
| 1870 | 1880 | 1900 | 1910  | 1920  | 1930  |
| ---- | ---- | ---- | ----- | ----- | ----- |
| 67   | 130  | 878  | 1 055 | 1 102 | 1 522 |

| 1940  | 1950  | 1960  | 1970  | 1980  | 1990  |
| ----- | ----- | ----- | ----- | ----- | ----- |
| 1 861 | 2 213 | 2 346 | 2 429 | 2 702 | 3 404 |

| 2000  | 2010  | - | - | - | - |
| ----- | ----- | - | - | - | - |
| 3 430 | 3 189 | - | - | - | - |